# 嵇承謙
嵇承謙（1732年—1784年），字受之，號晴軒，江蘇省常州府無錫縣人，清朝政治人物。

## 生平
乾隆二十六年（1761年）辛巳恩科進士。选庶吉士，散馆授編修。乾隆三十五年（1768年）任山西鄉試正考官，乾隆三十七年（1770年）任上書房行走。乾隆三十九年（1772年）任陝西鄉試正考官，提督陝西學政。乾隆四十三年（1776年）任會試同考官。历官侍讀、侍講，官至侍讀學士。

## 著作
著作有《一枝集》《直廬集》等。

## 家族
父嵇璜，字尚佐，晚號拙修，官至大学士。